# Cyaneidae
Los cianeidos (Cyaneidae) son una familia de medusas, concretamente de escifozoos pertenecientes al orden Semaeostomeae.

## Géneros
- Cyanea
- Desmonema
- Drymonema

## Enlaces
- Wikispecies tiene un artículo sobre Cyaneidae.

- Datos: Q2743664
- Multimedia: Cyaneidae / Q2743664
- Especies: Cyaneidae